# Achštyr
Achštyr (rusky Ахштырь, před ruským převzetím oblasti nesla název Achštyrch, rusky Ахштырх) je vesnice na středním toku řeky Mzymty v Adlerském rajónu města Soči v Krasnodarském kraji. Založena byla v roce 1869 asi 20 rodinami z Podolské gubernie. V sovětských dobách zde bylo až 200 domů, v roce 2008 asi 60 (155 lidí).

## Olympijské hry v Soči 2014
V letech 2013/2014 vyvolaly v Achštyru kontroverzi zimní olympijské hry 2014 v Soči. V okolí Achštyru proběhla značná stavební činnost spojená s hrami, která ale značně narušila fungování obce a její základní vybavenost. Pro hry nově postavená dálnice A148 odřízla Achštyr od původní cesty a značně tak ztížila dopravu obyvatel vesnice. Dříve jim trvala cesta na nejbližší autobusovou zastávku přibližně 15 minut pěšky, ale stavbou dálnice a dalšími omezeními (například zákaz užívání lávky přes lokální vodní tok, na jehož dodržování začali dohlížet dokonce ruští vojáci) se tato doba prodloužila přibližně na 2 hodiny.
Dalším velkým problém pro Achštyr se stala kontaminace místních studní, vzniklá v důsledku budování infrastruktury pro olympijské hry, jež sloužily jako hlavní zdroj pitné i užitkové vody pro obyvatele Achštyru. Situace byla řešena dovážením vody do Achštyru v nákladních automobilech.